# Spjutkastning för herrar i friidrott vid olympiska sommarspelen 1972
Spjutkastning för herrar vid olympiska sommarspelen 1972 i München avgjordes 2-3 september. 

## Medaljörer
| Gren          | Guld                            | Guld         | Silver                      | Silver  | Brons              | Brons   |
| Spjutkastning | Klaus Wolfermann · Västtyskland | 90,48 m (OR) | Jānis Lūsis · Sovjetunionen | 90,46 m | Bill Schmidt · USA | 84,42 m |

## Resultat

### Kval
| Placering | Serie | Idrottare              | Nationalitet    | Nr 1  | Nr 2  | Nr 3  | Resultat | Noteringar |
| --------- | ----- | ---------------------- | --------------- | ----- | ----- | ----- | -------- | ---------- |
| 1         | A     | Klaus Wolfermann       | Västtyskland    | 86.22 |       |       | 86.22    | Q          |
| 2         | B     | Jānis Lūsis            | Sovjetunionen   | 82.92 |       |       | 82.92    | Q          |
| 3         | A     | Hannu Siitonen         | Finland         | 81.80 |       |       | 81.80    | Q          |
| 4         | B     | Miklós Németh          | Ungern          | 70.90 | 81.78 |       | 81.78    | Q          |
| 5         | A     | Frederick Luke         | USA             | 81.34 |       |       | 81.34    | Q          |
| 6         | B     | Manfred Stolle         | Östtyskland     | 80.78 |       |       | 80.78    | Q          |
| 7         | A     | Jorma Kinnunen         | Finland         | 80.10 |       |       | 80.10    | Q          |
| 8         | B     | Milton Sonsky          | USA             | 79.96 | 78.78 | 74.24 | 79.96    | q          |
| 9         | B     | József Csík            | Ungern          | 79.08 | x     | x     | 79.08    | q          |
| 10        | A     | William Schmidt        | USA             | 75.28 | 75.90 | 78.96 | 78.96    | q          |
| 11        | A     | Lolesio Tuita          | Frankrike       | 75.36 | 78.78 | 77.34 | 78.78    | q          |
| 12        | A     | Bjørn Grimnes          | Norge           | x     | 77.54 | x     | 77.54    | q          |
| 13        | B     | Richard Dowswell       | Kanada          | 66.54 | 72.52 | 77.42 | 77.42    |            |
| 14        | A     | Gergely Kulcsar        | Ungern          | x     | x     | 77.24 | 77.24    |            |
| 15        | B     | Urs von Wartburg       | Schweiz         | 76.36 | x     | 76.20 | 76.36    |            |
| 16        | A     | André Claude           | Kanada          | 75.56 | x     | x     | 75.56    |            |
| 17        | B     | David Travis           | Storbritannien  | 74.68 | 70.10 | 74.30 | 74.68    |            |
| 18        | B     | Günther Glassauer      | Västtyskland    | x     | x     | 73.12 | 73.12    |            |
| 19        | B     | Jacques Abehi          | Elfenbenskusten | 72.20 | x     | x     | 72.20    |            |
| 20        | A     | Renzo Cramerotti       | Italien         | 71.12 | x     | x     | 71.12    |            |
| 21        | B     | Donald Velez           | Nicaragua       | x     | 63.74 | x     | 64.74    |            |
| 22        | A     | Seif Abdelat Alkahtani | Saudiarabien    | x     | x     | 53.06 | 53.06    |            |
|           | B     | Léo Pusa               | Finland         | x     | x     | x     | NM       |            |
|           | A     | Edmund Jaworski        | Polen           |       |       |       | DNS      |            |

### Final
| Placering | Idrottare        | Nationalitet  | 1     | 2     | 3     | 4     | 5     | 6     | Resultat |
| --------- | ---------------- | ------------- | ----- | ----- | ----- | ----- | ----- | ----- | -------- |
| 1         | Klaus Wolfermann | Västtyskland  | 86.68 | 85.14 | x     | 88.40 | 90.48 | 84.70 | 90.48 OR |
| 2         | Jānis Lūsis      | Sovjetunionen | 88.88 | x     | 89.54 | x     | 81.66 | 90.46 | 90.46    |
| 3         | William Schmidt  | USA           | 75.96 | 84.42 | x     | 79.92 | 84.12 | x     | 84.42    |
| 4         | Hannu Siitonen   | Finland       | 84.32 | x     | x     | x     | x     | x     | 84.32    |
| 5         | Bjørn Grimnes    | Norge         | 71.86 | 82.38 | 83.08 | x     | x     | x     | 83.08    |
| 6         | Jorma Kinnunen   | Finland       | x     | 82.08 | 75.76 | x     | x     | 77.60 | 82.08    |
| 7         | Miklós Németh    | Ungern        | 80.80 | 81.98 | 78.58 | 81.88 | x     | 81.40 | 81.98    |
| 8         | Frederick Luke   | USA           | 66.64 | x     | 80.06 | 79.70 | 71.46 | x     | 80.06    |
|           |                  |               |       |       |       |       |       |       |          |
| 9         | Manfred Stolle   | Östtyskland   | x     | x     | 79.32 |       |       |       | 79.32    |
| 10        | Milton Sonsky    | USA           | 77.62 | 77.94 | 72.38 |       |       |       | 77.94    |
| 11        | Lolesio Tuita    | Frankrike     | 76.34 | x     | 69.38 |       |       |       | 76.34    |
| 12        | József Csík      | Ungern        | 75.52 | 76.14 | x     |       |       |       | 76.14    |

Key:  p = giltigt; x = ogiltigt; NM = ingen notering; DNS = Startade inte